# فرودگاه گاسماتا
فرودگاه گاسماتا (به انگلیسی: Gasmata Airport) یک فرودگاه با کد یاتا GMI است . این فرودگاه در کشور پاپوآ گینه نو قرار دارد و در ارتفاع ۳ متری از سطح دریا واقع شده‌است.